# Тренделбург
Тренделбург (њем. Trendelburg) град је у њемачкој савезној држави Хесен. Једно је од 29 општинских средишта округа Касел. Према процјени из 2010. у граду је живјело 5.361 становника. Посједује регионалну шифру (AGS) 6633025.

## Географски и демографски подаци
Тренделбург се налази у савезној држави Хесен у округу Касел. Град се налази на надморској висини од 130 метара. Површина општине износи 69,4 km². У самом граду је, према процјени из 2010. године, живјело 5.361 становника. Просјечна густина становништва износи 77 становника/km².

## Међународна сарадња
| Мјесто     | Држава               | Врста сарадње | Од    |
| ---------- | -------------------- | ------------- | ----- |
| Поклингтон | Уједињено Краљевство | контакт       | 1995. |
|            | Француска            | партнерство   | 1991. |
| Извор      |                      |               |       |